# Subsecretari de stat în Guvernul Gheorghe Argeșanu
În Guvernul Gheorghe Argeșanu au fost incluși și subsecretari de stat, provenind de la diverse partide.

## Subsecretari de stat
- Subsecretar de stat la Președinția Consiliului de Miniștri

Mihail Măgureanu (21 - 28 septembrie 1939)
- Subsecretar de stat la Ministerul de Interne

Coriolan Baran (21 - 28 septembrie 1939)
- Subsecretar de stat pentru Presă și Informații

Eugen Titeanu (21 - 28 septembrie 1939)
- Subsecretar de stat la Ministerul Educației Naționale

Dumitru V. Țoni (21 - 28 septembrie 1939)
- Subsecretar de stat la Ministerul Cultelor și Artelor

Preot Nae Popescu (21 - 28 septembrie 1939)
- Subsecretar de stat la Ministerul Apărării Naționale

General Gheorghe Mihail (21 - 28 septembrie 1939)
- Subsecretar de stat la Ministerul Agriculturii și Domeniilor

Mihai Șerban (21 - 28 septembrie 1939)
- Subsecretar de stat la Ministerul Economiei Naționale

Victor Jinga (21 - 28 septembrie 1939)

## Sursa
- Stelian Neagoe - "Istoria guvernelor României de la începuturi - 1859 până în zilele noastre - 1995" (Ed. Machiavelli, București, 1995)